# كوهلة كهنة (الريف الغربي)
كوهلة كهنة (بالفارسية: قلعه کهنه) هي منطقة سكنية تقع في إيران في قسم الريف الغربي الريفي.